# Лайкин, Максим Игоревич
Макси́м И́горевич Ла́йкин (род. 31 мая 2003, Саранск) — российский футболист, полузащитник московского «Спартака».

## Клубная карьера
Футболом начал заниматься с раннего детства, отец приводил Лайкина на тренировки возрастной группы в академии «Мордовии», которую он сам и вёл (1998 год рождения), а в семь лет он попал в команду своего возраста. Первые тренеры — Юрий Уткин и Евгений Буланов. Во время выступления за «Мордовию‑2003» отклонял предложения от одного из московских клубов, «Рубина» и «Краснодара». В возрасте 13 лет, в составе «Мордовии‑2003», играл против нижегородской «Волги» на первенстве Приволжья в родном городе, был лучшим на поле, а на матче присутствовали селекционеры московского «Спартака». Вскоре, в день рождения Лайкина, они позвонили и пригласили на просмотр в академию «Спартака». Около недели провёл в клубе, был на сборах, ездил на матчи, после чего был зачислен в академию.
С лета 2019 года начал выступать за Академию «Спартака» в Юношеской футбольной лиге. Дебютировал в ЮФЛ 3 августа 2019 года в матче 1-го тура против «Строгино» (0:0), выйдя на 80-й минуте матча. Всего в ЮФЛ провёл 11 матчей и забил два мяча. Летом 2020 года был привлечён к сбору молодёжного состава «Спартака», однако уже вскоре был переведён к работе с фарм-клубом «Спартаком-2». Дебютировал в первенстве ФНЛ 22 августа 2020 года в матче 5-го тура против омского «Иртыша» (5:0), выйдя на 78-й минуте вместо Никиты Бакалюка.
25 ноября 2020 года дебютировал в молодёжном первенстве, выйдя в стартовом составе в матче 11-го тура против «Краснодара» (0:1). 24 февраля 2021 года забил свой первый мяч в молодёжном первенстве, поразив ворота московского «Динамо» (1:0) в матче 15-го тура на 89-й минуте матча. Весной 2021 года часто играл за молодёжный состав «Спартака» для получения игровой практики. 9 марта 2021 года в матче 17-го тура молодёжного первенства забил два мяча в ворота «Ахмата» (3:0). Всего в сезоне 2020/21 в первенстве ФНЛ провёл 15 матчей, а в молодёжном первенстве провёл 13 матчей и забил три мяча. В сезоне 2021/22 вновь выступал и за «Спартак-2» и молодёжный состав клуба, в первом дивизионе ФНЛ провёл 21 матч, в молодёжной футбольной лиге отыграл 10 матчей и забил три мяча. Всего в составе «Спартака-2» провёл 36 матчей, за молодёжный состав клуба провёл 23 матча и забил девять мячей.
2 июля 2022 года был арендован нижнекамским «Нефтехимиком», выступающим в первой лиге, до конца сезона 2022/23. Дебютировал за клуб 24 июля 2022 года в матче 2-го тура первой лиги против «Кубани», выйдя на 78-й минуте матча. Первый мяч за «Нефтехимик» забил 30 июля 2023 года в матче 3-го тура первой лиги против ульяновской «Волги» (2:0). Мяч, забитый Лайкиным, стал голом-шедевром, ворота были поражены с центра поля. Также в сезоне поражал ворота «Велеса» (2:0), «Родины» (2:0) и «Уфы» (2:0). Всего в сезоне 2022/23 провёл за «Нефтехимик» 33 матча и забил четыре мяча. 1 июня 2023 года был признан лучшим молодым игроком Первой лиги в сезоне, став обладателем премии «Блестящий игрок».
После завершения арендного соглашения вернулся в расположение московского «Спартака», принимал участие в предсезонном сборе и товарищеских матчах. Дебютировал за клуб 25 ноября 2023 года в матче 16-го тура чемпионата России против «Балтики» (2:0), выйдя в компенсированное ко второму тайму время вместо Александра Соболева.
14 февраля 2024 года был арендован тульским «Арсеналом» до конца сезона 2023/24 без права выкупа трансфера игрока. Дебютировал за клуб 14 апреля 2024 года в матче 27-го тура Первой лиги против «СКА-Хабаровска» (1:0), выйдя на 89-й минуте встречи вместо Александра Зуева. Всего за тульский «Арсенал» провёл во всех турнирах семь матчей. 9 июля 2024 года перешёл на правах аренды в «Енисей» до конца сезона 2024/25. Дебютировал за клуб 14 июля 2024 года в матче 1-го тура Первой лиги против московского «Торпедо» (2:1), выйдя на 89-й минуте вместо Александра Ломакина. 10 января 2025 года покинул «Енисей». Всего за клуб провёл 12 матчей. 16 января 2025 года был вновь арендован «Нефтехимиком». Провёл за клуб 11 матчей и по завершении арендного соглашения покинул «Нефтехимик».

## Карьера в сборной
В феврале 2015 года впервые вызван Станиславом Коротаевым в сборную России до 15 лет, за которую провёл два матча. С августа 2018 года по февраль 2019 года выступал за сборную России до 16 лет под руководством Дмитрия Хомухи и Станислава Коротаева, за которую провёл восемь матчей и забил два мяча. В сентябре 2019 года был вызван Коротаевым в сборную России до 17 лет, за которую выступал до февраля 2020 года и провёл семь матчей. В октябре 2019 года принимал участие в матчах квалификации к чемпионату Европы среди юношей до 17 лет.
В 2021 году выступал за сборную России до 18 лет под руководством Коротаева, проведя пять матчей и забив три мяча. В сентябре 2021 года был вызван Коротаевым в состав сборной России до 19 лет. Дебютировал за сборную до 19 лет 2 сентября 2021 года в товарищеском матче против сборной Франции до 19 лет (2:5), в этом матче также отличился забитым мячом. В ноябре 2021 года принимал участие в матчах квалификации к чемпионату Европы среди юношей до 19 лет. Всего за сборную провёл восемь матчей и забил пять мячей.

## Личная жизнь
Отец — Игорь (род. 1975), также футболист, полузащитник. Выступал за мордовские клубы. Является одним из ведущих специалистов межрегионального центра развития футбола «Мордовия».
Лайкин с детства мечтал стать футболистом, в первом классе учительница интересовалась, кем школьники мечтают стать, он заявил, что станет футболистом и будет играть в московском «Спартаке». Среди своих кумиров Лайкин выделяет серба Неманью Матича и француза Н’Голо Канте.

## Достижения
- Лучший молодой игрок Первой лиги (премия «Блестящий игрок»): 2022/23[18]

## Статистика
| Выступление      | Выступление         | Выступление      | Лига | Лига | Кубки | Кубки | Прочие | Прочие | Итого | Итого |
| Клуб             | Лига                | Сезон            | Игры | Голы | Игры  | Голы  | Игры   | Голы   | Игры  | Голы  |
| ---------------- | ------------------- | ---------------- | ---- | ---- | ----- | ----- | ------ | ------ | ----- | ----- |
| → Спартак-2      | ФНЛ                 | 2020/21          | 15   | 0    | —     | —     | —      | —      | 15    | 0     |
| → Спартак-2      | Первый дивизион ФНЛ | 2021/22          | 21   | 0    | —     | —     | —      | —      | 21    | 0     |
| → Спартак-2      | Итого               | Итого            | 36   | 0    | —     | —     | —      | —      | 36    | 0     |
| → Нефтехимик     | Первая лига         | 2022/23          | 31   | 4    | 2     | 0     | —      | —      | 33    | 4     |
| → Нефтехимик     | Итого               | Итого            | 31   | 4    | 2     | 0     | —      | —      | 33    | 4     |
| Спартак (Москва) | Премьер-лига        | 2023/24          | 2    | 0    | 1     | 0     | —      | —      | 3     | 0     |
| Спартак (Москва) | Итого               | Итого            | 2    | 0    | 1     | 0     | —      | —      | 3     | 0     |
| → Арсенал (Тула) | Первая лига         | 2023/24          | 6    | 0    | —     | —     | 1      | 0      | 7     | 0     |
| → Арсенал (Тула) | Итого               | Итого            | 6    | 0    | —     | —     | 1      | 0      | 7     | 0     |
| → Енисей         | Первая лига         | 2024/25          | 12   | 0    | —     | —     | —      | —      | 12    | 0     |
| → Енисей         | Итого               | Итого            | 12   | 0    | —     | —     | —      | —      | 12    | 0     |
| → Нефтехимик     | Первая лига         | 2024/25          | 11   | 0    | —     | —     | —      | —      | 11    | 0     |
| → Нефтехимик     | Итого               | Итого            | 11   | 0    | —     | —     | —      | —      | 11    | 0     |
| Всего за карьеру | Всего за карьеру    | Всего за карьеру | 98   | 4    | 3     | 0     | 1      | 0      | 102   | 4     |

1. ↑  Стыковые матчи за право выступления в Премьер-лиге.